# Kyrillos II.

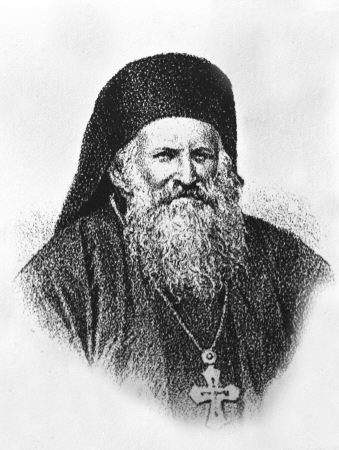
Kyrillos II.

Kyrillos II. (* 1792 auf Samos, Vilâyet Cezayir, Osmanisches Reich; † 1877 in Istanbul) war von 1845 bis 1872 griechisch-orthodoxer Patriarch von Jerusalem.
1792 auf Samos als Konstantinos Kritikos geboren und orthodox getauft, wirkte er ab 1816 Diakon, Presbyter und Klostervorsteher. 1835 wurde er zum Erzbischof von Sebasteia ordiniert, 1838 auf die Kathedra von Lydia transferiert. 1845 wählte ihn die Jerusalemer Bruderschaft vom Heiligen Grab zum griechisch-orthodoxen Patriarchen von Jerusalem. Im Unterschied zu seinen Vorgängern residierte er nicht gewöhnlich in Konstantinopel, sondern beständig in der Heiligen Stadt. 
Zu seinen zahlreichen pastoralen Aktivitäten gehört die Gründung (1857) der Theologischen Schule vom Heiligen Kreuz im vormals georgischen Kreuzkloster bei Jerusalem. 1872 nahm er am Konzil in Konstantinopel teil, das unter dem Ökumenischen Patriarchen Anthimos VI. das 1870 eingerichtete Bulgarische Exarchat für schismatisch erklärte und dessen Anhänger exkommunizierte. Kyrillos II. verweigerte seine Zustimmung und reiste am 14. September 1872 zurück nach Jerusalem. Am 12. Dezember d. J. wurde er von der dortigen Synode in absentia seines Amtes enthoben und durch Prokopios II. ersetzt, der seinerseits am 15. Februar 1875 unter dem Druck der Öffentlichkeit abgesetzt wurde. Der von den Russen unterstützte und bei den arabophonen Orthodoxen Palästinas beliebte Kyrillos lehnte aus Altersgründen eine erneute Kandidatur ab. Er starb am 18. August 1877 im Konstantinopler Metochion des Heiligen Grabes und wurde dort bestattet. 